# جووانی جولیتی
جیووانی جولیتی (ایتالیایی: Giovanni Giolitti; زاده ۲۷ اکتبر ۱۸۴۲ – درگذشته ۱۷ ژوئیهٔ ۱۹۲۸) یک سیاست‌مدار اهل ایتالیا بود که برای بار اول از تاریخ ۱۵ دسامبر ۱۸۹۳ تا تاریخ ۱۵ می ۱۸۹۲, برای بار دوم از ۳ نوامبر ۱۹۰۳ تا تاریخ ۱۲ مارس ۱۹۰۵, برای بار سوم از تاریخ ۲۹ می ۱۹۰۶ تا تاریخ ۱۱ دسامبر ۱۹۰۹, برای بار چهارم از تاریخ ۳۰ مارس ۱۹۱۱ تا تاریخ ۲۱ مارس ۱۹۱۴ و در نهایت برای بار پنجم از تاریخ ۱۵ ژوئن ۱۹۲۰ تا تاریخ ۴ ژوئیه ۱۹۲۱ سمت نخست‌وزیری ایتالیا را برعهده داشت.